# André Frédéric Hartmann
Pour les articles homonymes, voir Hartmann.
André Frédéric Hartmann est un homme politique français né le 19 octobre 1772 à Colmar (Haut-Rhin) et décédé le 2 mai 1861 à Munster (Haut-Rhin).

## Biographie
Manufacturier, il est conseiller général et député du Haut-Rhin de 1830 à 1845, siégeant dans la majorité soutenant la Monarchie de Juillet. Il est pair de France de 1845 à 1848.

## Sources
- « André Frédéric Hartmann », dans Adolphe Robert et Gaston Cougny, Dictionnaire des parlementaires français, Edgar Bourloton, 1889-1891 [détail de l’édition]